# Жёлтый (вулкан)
Жёлтый — стратовулкан в южной части полуострова Камчатка (Россия).
Абсолютная высота горы Жёлтой — 1885,8 м, относительная — 1300 м. Расположен в массиве действующего вулкана Асача. Это конусовидный стратовулкан размером 8 × 13 км, площадью 45 км². Сложен переслаиванием лав и пирокластики базальтового состава. Вулканический массив вулкана Жёлтый характеризуется наличием множества экструзий. Деятельность вулкана относится к голоценовому периоду.